# Алек Сандър
Александър Николов, по-известен като Алек Сандър, е музикален продуцент, композитор и певец. Роден в София, България, но израства в Германия, а от 2009 г. живее в САЩ.
Алек Сандър е популярен с едни от най-големите си хитове като изпълнител, а именно: „P.O.R.N.“ (с участието на Amanda Lepore), „Creature In Me“, „Say That You Love Me“, "Peaceful Place” (в дует с Андреа), „It Ain't Over“ & „You and Me“ (в дует с Деси Слава). Алек е не само композитор и изпълнител, но и съосновател на германския музикален лейбъл „Сплендид Саундс Рекърдс“. През 2010 г. и 2011 г. Алек Сандър композира и продуцира албума „BEAST“ на немския изпълнител Оскар Лоя, който представя Германия на Евровизия през 2009 г.
Алек е продуцирал за Universal Music Germany, Пайнер мюзик и други, както и ремикси за Frankmusik (Великобритания), Jérémy Amelin (Star Academy – Франция), Kimbra (Австралия) и други. Едни от популярните български хитове в попфолк музиката са негово дело: Галин с участието на Камелия – „Само за минута“, Камелия – „Неповторим“, водещият класациите в продължение на няколко седмици и отличен с наградата на Планета ТВ „Дискотечен хит на 2015“ сингъл на Галин – „Парата ако хвана“ и др. През 2016 г. Алек Сандър става част от юбилейното 10-о издание на VIP сезонът на Биг Брадър. Той е първия участник, който напуска къщата.

## Биография
Алек Сандър е роден на 13 юни 1987 в София, България. От ранна детска възраст той проявява своя музикален талант и едва 5-годишен започва своите занимания по пиано и пеене, в т.ч. и в детския радиохор на Българското национално радио – „Радиодеца“.
Едва на 8 години, Сандър композира първата си песен, посветена на сестра му, и прави първата си сценична изява в престижното предаване за млади таланти „Като лъвовете“.
В годините до 1995 г. озвучава Ру в българския дублаж на БНТ на анимационния сериал „Новите приключения на Мечо Пух“ в рубриката „Уолт Дисни представя“.
През 1995 г. семейството на Сандър се мести в Олденбург, Германия, където и до днес неговият баща се занимава с оперно пеене. Олденбург е мястото, където Алек разгръща палитрата на своя талант и като актьор, играейки водещи роли в театралните продукции на Олденбургския национален театър – Oldenburgisches Staatstheater. Успоредно с отличните си постижения в гимназията той завърта и първите си сетове, главно по училищни партита и в малки клубове в Северна Германия. За няколко години той успява се наложи като успешен диджей и едва 14-годишен създава своето първо студио в дома си. Амбициите на Алек Сандър не спират дотук и след дипломирането си в гимназията той покорява учебни заведения, като Берлинското училище по икономика и право, Колежа по външна търговия в Париж и колежа „Барух“ в Ню Йорк, където учи Международно бизнес управление.

## Кариера

### 2004 – 2010
Едва на 17 години Алек прави своя дебют като професионален композитор с две поп песни за Сръбско-българската Дива Рени. Окуражени от първия си международен успех, Сандър се премества в Берлин, където се запознава с Jonathan Wuermeling, с когото, през 2008 г., сформират електропоп дуета „Сплендид саундс“ (Splendid Sounds). Годината се оказва изключително успешна за младия дует и музиката им бързо набира популярност в различни нощни клубове из Берлин, като едва няколко месеца след стартът на „Сплендид дауднс“ те издават и своя първи албум и ремикс „EP Scream“.
През 2009 г. Алек е поканен от френския лейбъл X-Cite Records да създаде клубен ремикс за френската мега звезда от „Стар Академи“ (Star Academy) Джереми Амелин (Jérémy Amelin). На следващата година той продуцира песен на балканската певица Рени, както и създава ремиксът на песента „Неблагодарен“ за българска певица Андреа.. На следващата година отново продуцира песен на балканската певица Рени.
Той създава и продуцира 10 от песните за самостоятелния албум „Звяр“ (Beast) на световно популярния Оскар Лоя, който представлява Германия в конкурса Евровизия през 2009 г.

### 2010 – 2020
През 2011 г. Сандър прави ремиксът на сингъла „Научи нещо ново“ (Learn Something New) издаден от американския музикален леибъл, базиран в Лос Анджелис, Citrusonic Stereophonic през януари 2013 г.
През 2011 г. Алек Сандър и Джонатан Вурмелинг основават независимият звукозаписен лейбъл „Сплендид Саунс Рекордс“ (Splendid Sounds Records) и същата година Сандър прави ремикси за Frankmusik и Far East Movement, издадени от Universal Music Германия.
Създаването на „Сплендид Саунс Рекордс“ (Splendid Sounds Records) е един от сублимните моменти в кариерата на Алек, защото с неговото основаване започва и соловата му кариера като изпълнител под псевдонима Алек Сандър. Дебютният сингъл на Сандър „Създанието в мен“ (Creature In Me (2012)), му дава възможност да дебютира и като творчески директор в официалното видео към сингъла. В провокативното видео участват артисти от „Цирк дьо Солей“, а костюмите са дело на Вивиан Уестууд и Александър Маккуин. Преплетените иновативност и провокативност във видеото правят такова силно впечатление в родината му България, че водещият български вестник „24 часа“ пише за него, „Алек Сандър достигна висини, който друг българин не е постигнал все още“..
През юни 2012 г., Алек прави откриването на New York Music Festival и New Music Seminar в Webster Hall, Ню Йорк, което го прави първият българин имал честта да бъде част от този фестивал. Успоредно с това Сандър печели и международния конкурс за ремиксиране, организиран от австралийския певец Кимбра (Kimbra).
През есента Алек пуска две нови парчета на българския музикален пазар „I Adore You“ и „It Ain’t Over“, последната от които е в дует с DESS позната още като Деси Слава, за която се смята, че е един от най-великите гласове на българската съвременна музика. Липсата на официална музикална класация на българския музикален пазар по никакъв начин не възпира двете парчета да се издигат до челните позиции в класациите на водещи радиостанции в страната. Успехът на Сандър не бива подминат и от водещите български медии, които пишат за него и Деси Слава, че двамата заедно пишат съвременната музикална история. Текстът към песента „It Ain't Over“ е плод на сътрудничеството между самия Сандър и нюйоркския музикален продуцент и композитор на музика за филми и реклами в Япония, Ансони. В процеса на работа по общия проект, те сформират и групата Бойплей (Boyplay). Успехът се оглавява от последващо издадения сингъл „You and Me“, през лятото на 2013.
Сингълът е пуснат във всички онлайн магазини в световен мащаб с ремикс версия, включваща прогресив хаус, дийп хаус и българска версия. Летният хит на DESS „Baby“ също е дело на Сандър.
През 2013 г. има многобройни международни изяви на емблематични събития като „Мис Кюстендилска пролет“, „Празник на розата“ в Казанлък, сватбата на Юркие и Осман в с. Венелин и др. Едни от водещите му участия са в небезизвестния Виенски Life Ball, където е поканен като специален гост-изпълнител. Същата година редом с Нюйоркската икона на модерното изкуство Йозмит (Yozmit) са водещите звезди на първия двуседмичен фестивал на изкуствата DOMA, провел се в България и отразен в световен мащаб.
В началото на 2014 г., Сандър пуска в световен мащаб и своя дебютен албум „Метеори“. Редом със синглите му с DESS, албумът „Метеори“ представя и дуетната му песен, с Андреа, „Peaceful Place“, както и автобиографичната песен „Метеори“. С „Peaceful Place“, Сандър и Андреа поставят началото на кампания в подкрепа на малцинства в световен мащаб, лишени от човешките им права, както и изразяват подкрепата си към близките на жертвите в Украйна, Русия, Венецуела и Сирия. Премиерата на песента е с живо изпълнение на Годишните награди на Planeta TV, един от музикалните годишни акценти в България. Парчето „Peaceful Place“ събужда силно международното медийно внимание, включително и това на CNN.
В интервю Алек казва, че с Андреа биха били арестувани, ако бяха пуснали точно тази песен с видеото към нея в Русия. Видеоклипът показва Алек, който е открито бисексуален и Андреа държейки флага с цветовете на дъгата – символ на движенията за равни права на ЛГБТ (лесбийки, гей, бисексуални и транссексуални) хора – в един бедняшки ромски квартал в София, заобиколен от етнически цигани от всички възрасти.
Пилотният сингъл „Say That You Love Me“, дебютира и в световната музика видео платформата VEVO, правейки Алек Сандър първия български артист със собствен видео канал в стрийминг платформата. Във видеоклипа Алек за пореден път доказва таланта си като режисьор и продуцент, заснемайки видеото на световноизвестни локации, като Plaza Hotel в Манхатън. Песента бива представена и на германската публика в аранжимент с филхармоничен оркестър на концерта „Classic Meets Pop“ в Олденбург, който се смята за един от най-важните музикални акценти за годината в Северозападна Германия.
В началото на 2016 г., „Парата ако хвана“, песен която Алек пише в съавторство за българския певец Галин, получава наградата на телевизия Planeta TV за „Клубен хит на годината“.
През септември Алек участва в риалити шоуто VIP Brother, но отпада втори.

### 2020 -
През 2021 г. Сандър пуска в социалните мрежи новият си сингъл, озаглавен MYM - Me, You and the Moon („Аз, ти и луната)“.

## Живот в Ню Йорк
Международните изяви на Алек Сандър и видеоклиповете му го правят една от най-дискутираните фигури в родината му България. Българските медии често го определят като мъжкия вариант на Лейди Гага. Въпреки че самият той не възприема работата си като авангардна, медиите често го определят като ексцентричен и скандален, позовавайки се на видеоклиповете му, нощните му участия, както и близките му отношения с редица Нюйоркски ЛГБТ звезди на нощните клубове, измежду които Аманда Лепор, Ричи Рич, Сюзан Барш и Йозмит.
През 2015 г., Сандър пуска песента си „P.O.R.N“, която е насочена към един от съвременните личностни и междуличностни проблеми, за все по-голямата зависимостта от проектиране на един имагинерно прекрасен живот посредством социалните медии, в стремеж към постигане на удовлетворение, чувство за пълноценност, сексапил и най-вече повече харесвания.
За създаването на „P.O.R.N“ Алек работи с международна знаменитост и транссексуална икона Аманда Лепор. Премиерата на песента си Сандър прави на едно от партитата на Сюзан Барш „On Top“, провело се на покрива на Standard Hotel в Ню Йорк, обявено от Paper Magazine и Ню Йорк Таймс за едно от най-добрите и емблематични партита, случващи се в Манхатън. Нецензурирана версия на видеото си към песента „P.O.R.N“ (#YourLifeIsPorn) Алек пуска в Pornhub.